# Auca tragiscus
Auca tragiscus är en fjärilsart som beskrevs av Reed 1877. Auca tragiscus ingår i släktet Auca och familjen praktfjärilar. Inga underarter finns listade i Catalogue of Life.